# Załącze (Chrosna)
Załącze – część wsi Chrosna w Polsce, położona w województwie małopolskim, w powiecie krakowskim, w gminie Liszki.
W latach 1975–1998 Załącze administracyjnie należało do województwa krakowskiego.